# Marina (torrente)
La Marina è un torrente della provincia di Firenze, affluente del fiume Bisenzio, lungo complessivamente 13 km, di cui 10 si snodano nel comune di Calenzano e 3 in quello di Campi Bisenzio.
La Marina si forma dalla confluenza di diversi ruscelli che scendono dal Monte Maggiore e percorrendo la sua valle, compresa tra i Monti della Calvana ed il Monte Morello, riceve le acque di numerosi torrentelli minori come il Fosso di Secciano, il Fosso di Torri e la Marinella di Legri.
Attraversati i centri abitati di Carraia, de La Chiusa e di Calenzano, la Marina entra nel territorio comunale di Campi Bisenzio in località Le Prata, riceve le acque del Garille Nuovo e confluisce nel Bisenzio nei pressi della località di Fornello. Nell'ultima parte del suo percorso scorre a fianco di Villa Montalvo.